# Amit Peled
Amit Peled (* 1973) ist ein israelisch-amerikanischer Cellist und Dirigent.

## Leben und Wirken
Peled wuchs in einem Kibbutz in Israel auf. Seine Eltern hofften, dass er Akkordeon lernen würde, um Sänger bei Volksmusikveranstaltungen zu begleiten, doch er begann im Alter von zehn Jahren Cello zu spielen. Eine vielversprechende Laufbahn als Basketballspieler gab er zu Gunsten der Musik auf. Er besuchte ein musisches Gymnasium in Tel Aviv. Während der Ableistung seines Wehrdienstes konnte er in einem Militär-Streichquartett spielen, das ursprünglich von Isaac Stern gegründet werden war. Peled erhielt ein Stipendium an der Yale University, wandte sich aber nach seiner Ankunft in den USA an Bernard Greenhouse, um bei diesem zu studieren.
Mit dem Pianisten Alon Goldstein und dem Geiger Ilya Kaler gründete er das Tempest Trio. Mit diesem trat er bei Festivals und Sommerakademien wie dem Marlboro Music Festival, dem Newport Music Festival, dem Seattle Chamber Music Festival, dem Schleswig-Holstein Musik Festival, dem Euro Music Festival, dem Gotland Chamber Music Festival, dem IMS Prussia Cove, beim Forum de Violoncello de España und am Heifetz International Music Institute auf und spielte bei Naxos ein Album mit Kompositionen Antonín Dvořáks ein.
Peled hat mehrere Alben auf dem Centaur-Label veröffentlicht, beginnend mit The Jewish Soul (2009). Erfolgreich war auch seine Aufnahme eines Konzertprogramms von Pablo Casals von 1915 auf dem Album Casals Hommage. In Zusammenarbeit mit dem Autor Marni Fogelson und dem Illustrator Avi Katz entstand 2017 das Kinderbuch A Cello Named Pablo. Er ist an dem Album Mademoiselle: Première Audience beteiligt, das unbekannte Musik von Nadia Boulanger zu Gehör bringt und bei den Grammy Awards 2018 nominiert wurde. 2019 veröffentlichte er eine Aufnahme der ersten drei Suiten Bachs für Solo-Cello.
Ab 2003 unterrichtete Peled am Peabody Institute der Johns Hopkins University. Er gründete dort mit Studenten die Amid Peled Cello Gang, mit der er für Cello arrangierte Werke, Cellokonzerte und Kompositionen für Cello und Chor aufführt und aufnimmt. Als Dirigent leitet er zudem die von ihm gegründeten Mount Vernon Virtuosi. Zusätzlich ist er ein gefragter Dozent für Meisterkurse bei großen Sommerfestivals in den USA, Europa und Israel, etwa den Keshet Eilon Masterclasses.
In der Saison 2019–20 war Peled musikalischer Leiter und Dirigent der CityMusic Cleveland, gab Recitals mit der Pianistin Noreen Polera, spielte die Welturaufführung von Joshua Bornfields Concerto für Cello und Chor und in Mexiko einen Beethovenzyklus mit Alon Goldstein. Er führte in den USA, Europa und Israel die Cellosuiten Bachs auf, spielte im Kennedy Center mit dem Peabody Chamber Orchestra unter Marin Alsop Camille Saint-Saëns’ Cellokonzert und unter der Leitung von Krzysztof Penderecki dessen Cellokonzert und das Konzert Schostakowitschs.